# Manoel Emídio
Manoel Emídio là một đô thị thuộc bang Piauí, Brasil. Đô thị này có diện tích 1618,951 km², dân số năm 2007 là 5361 người, mật độ 3,31 người/km².